# Obedska bara
Obedska bara (serb. Обедска бара) – obszar chroniony znajdujący się w północno-zachodniej Serbii, w południowej części Prowincji Autonomicznej Wojwodiny i historycznego Sremu, w granicach gmin Pećinci i Ruma, obejmujący rozległy, okresowo zalewany teren bagienny położony wzdłuż rzeki Sawy, z licznymi stawami, starorzeczami oraz podmokłymi łąkami i lasami.

## Historia

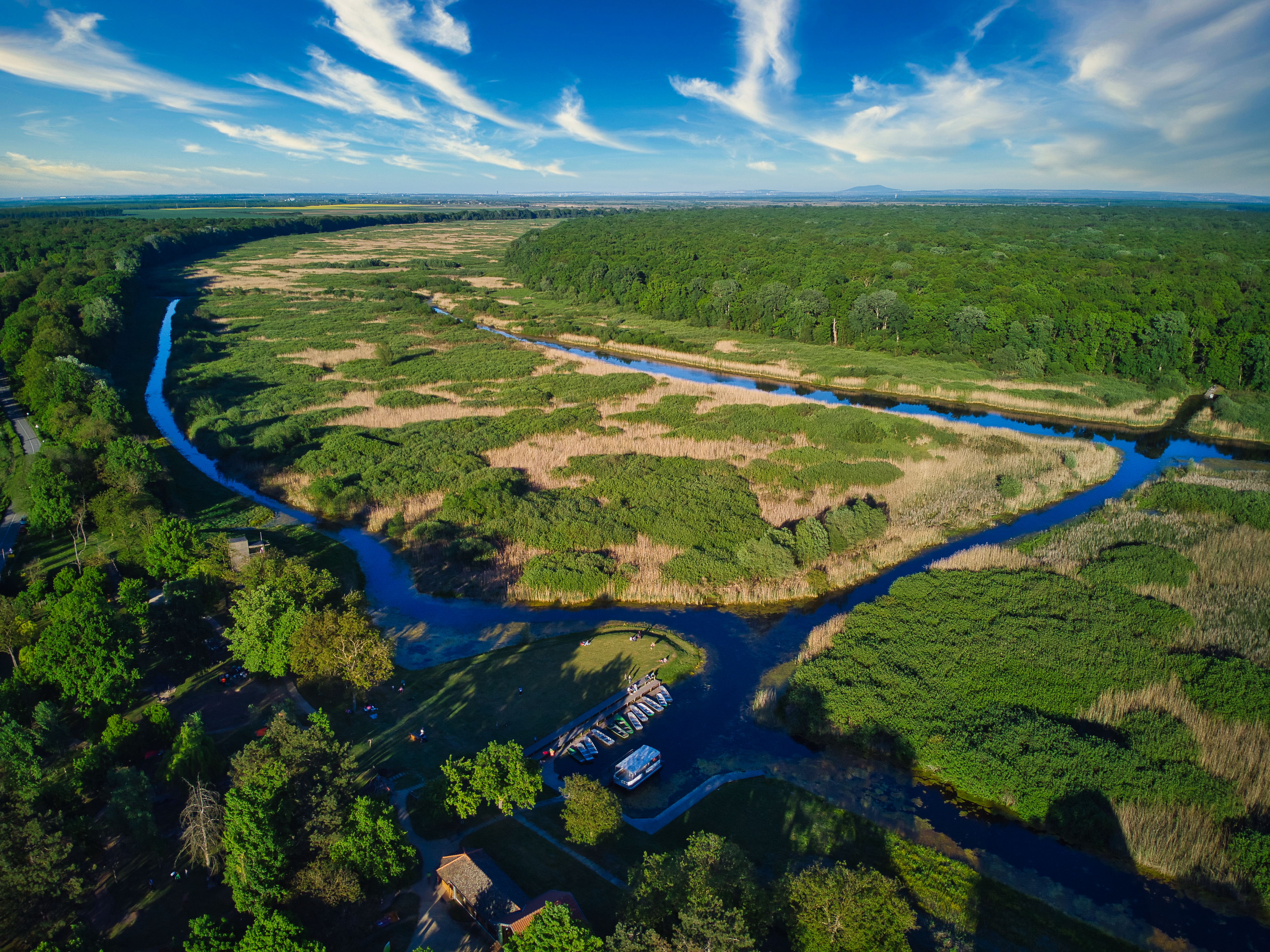
Obedska bara z lotu ptaka (2021)

Obedska bara już w XIX wieku (od 1874 roku) była ściśle chronionym terenem łowieckim należącym do monarchii austro-węgierskiej, a po I wojnie światowej – do Królestwa Serbów, Chorwatów i Słoweńców. Polowania, głównie na ptactwo wodne, urządzali tu członkowie rodów królewskich oraz przedstawiciele szlachty. Instytucjonalną ochroną obszar został po raz pierwszy objęty w 1951 roku. W 1968 roku na tym terenie utworzono rezerwat przyrody składający się z trzech części o różnym stopniu ochrony o łącznej powierzchni 17 501 ha. W 1977 roku wpisano go jako pierwszy obiekt z Serbii na listę konwencji ramsarskiej. W 1994 roku jego ochronę ujednolicono, ustanawiając specjalny rezerwat przyrody (serb. специјални резерват природе / specijalni rezervat prirode) Obedska bara o powierzchni 9820 ha.
Od 1989 roku Obedska bara oraz przylegające do niej obszary o łącznej powierzchni 48 265 ha stanowią także ostoję ptaków IBA organizacji BirdLife International.

## Charakterystyka

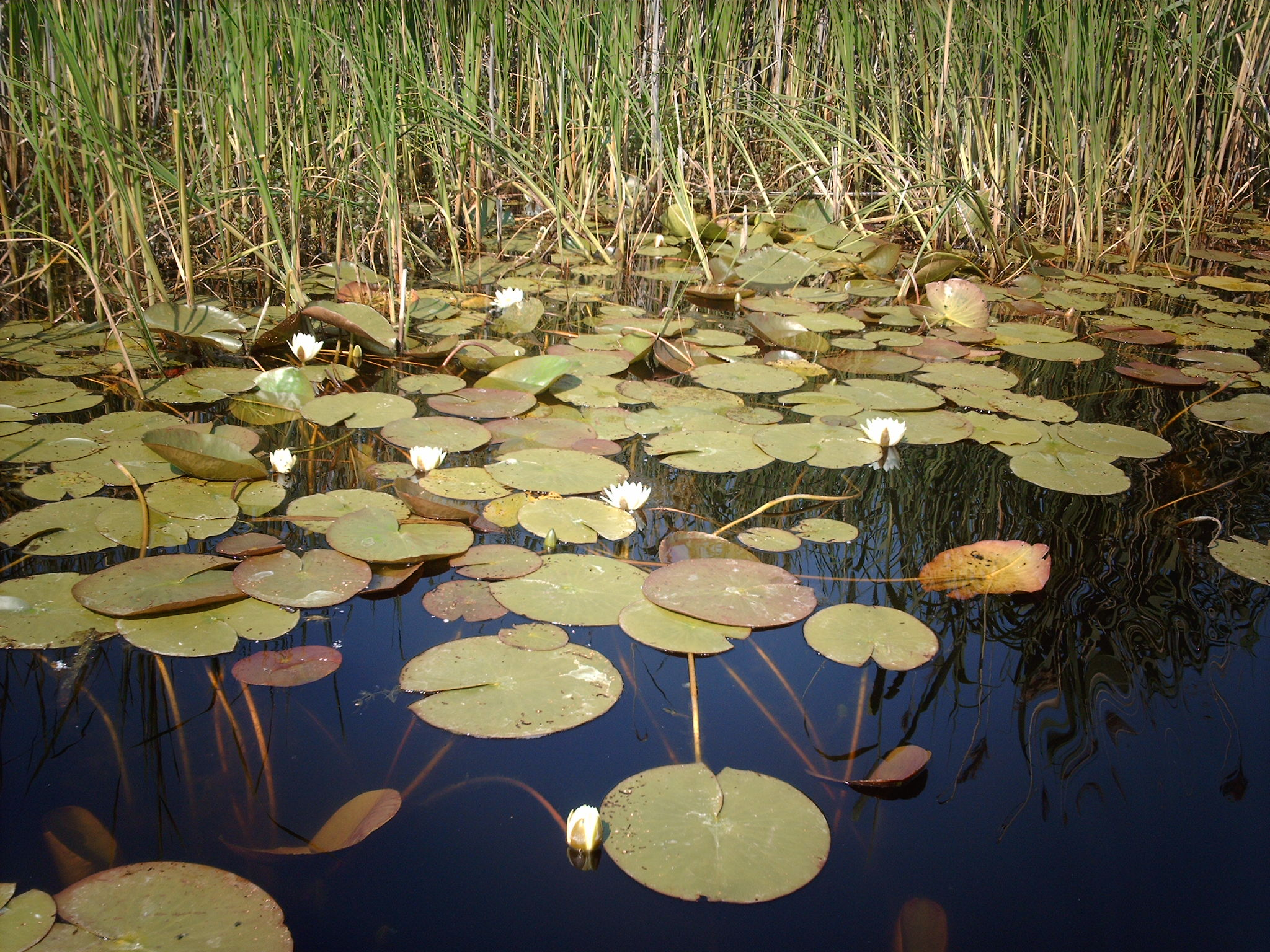
Grzybienie białe w Obedskiej barze (2008)

Kompleks Obedskiej bary znajduje się między wsiami Obrež, Ašanja, Kupinovo i Progar a rzeką Sawą. Głównym elementem tego obszaru jest starorzecze Sawy, której główny nurt płynie współcześnie bardziej na południe, mające formę podkowy o maksymalnej szerokości ok. 750 m, rozciągającej się na długość ok. 13,5 km i szerokość ok. 5,5 km. Rezerwat oraz tereny przyległe stanowią największą równinę aluwialną w Serbii o powierzchni ok. 12 tys. ha. Obedska bara łączy siedliska bagienne, łąkowe, leśne oraz wodne, a na terenie tym wykazano występowanie ponad 30 różnych zbiorowisk roślinnych. Licznie występują tu rzadkie gatunki chronionych roślin i zwierząt (zwłaszcza reprezentujące ichtio- i awifaunę).
Do rzadkich gatunków roślin na terenie Obedskiej bary należą m.in. grzybienie białe (Nymphaea alba L.), osoka aloesowata (Stratiotes aloides L.), nerecznica błotna (Thelypteris palustris Schott), żabiściek pływający (Hydrocharis morsus-ranae L.) oraz tatarak (Acorus sp.) i kosaćce (Iris sp.). Brzegi stawów licznie porasta trzcina, w podmokłych lasach rosną zaś m.in. dąb szypułkowy (Quercus robur L.), jesion wyniosły (Fraxinus excelsior L.), topola czarna (Populus nigra L.) i biała (P. alba L.), grab (Carpinus betulus L.), wiąz (Ulmus minor Mill.) oraz klon polny (Acer campestre L.).
Do najważniejszych gatunków zwierząt żyjących na tym obszarze zaliczane są ptaki, takie jak bielik (Haliaeetus albicilla), bocian czarny (Ciconia nigra), kania czarna (Milvus migrans) oraz różne gatunki czapli. Rzeka Sawa oraz jej obszary zalewowe stanowią miejsce tarła szczupaka pospolitego i piskorza. Poza tym występują tu żółwie błotne (Emys orbicularis), węże z rodzaju Natrix, płazy z rodzajów Rana, Bufo i Bombina oraz traszki z rodzaju Triturus. Ze ssaków występują bobry, kuny i żbiki, a także nietoperze.
Krajobraz kulturowy na terenie rezerwatu tworzą ruiny twierdzy Kupinik z 1388 roku, pozostałości klasztoru Obed z końca XV lub początku XVI wieku znanego również jako cerkiew Matki Angeliny oraz cerkiew św. Łukasza w Kupinovie.

## Galeria

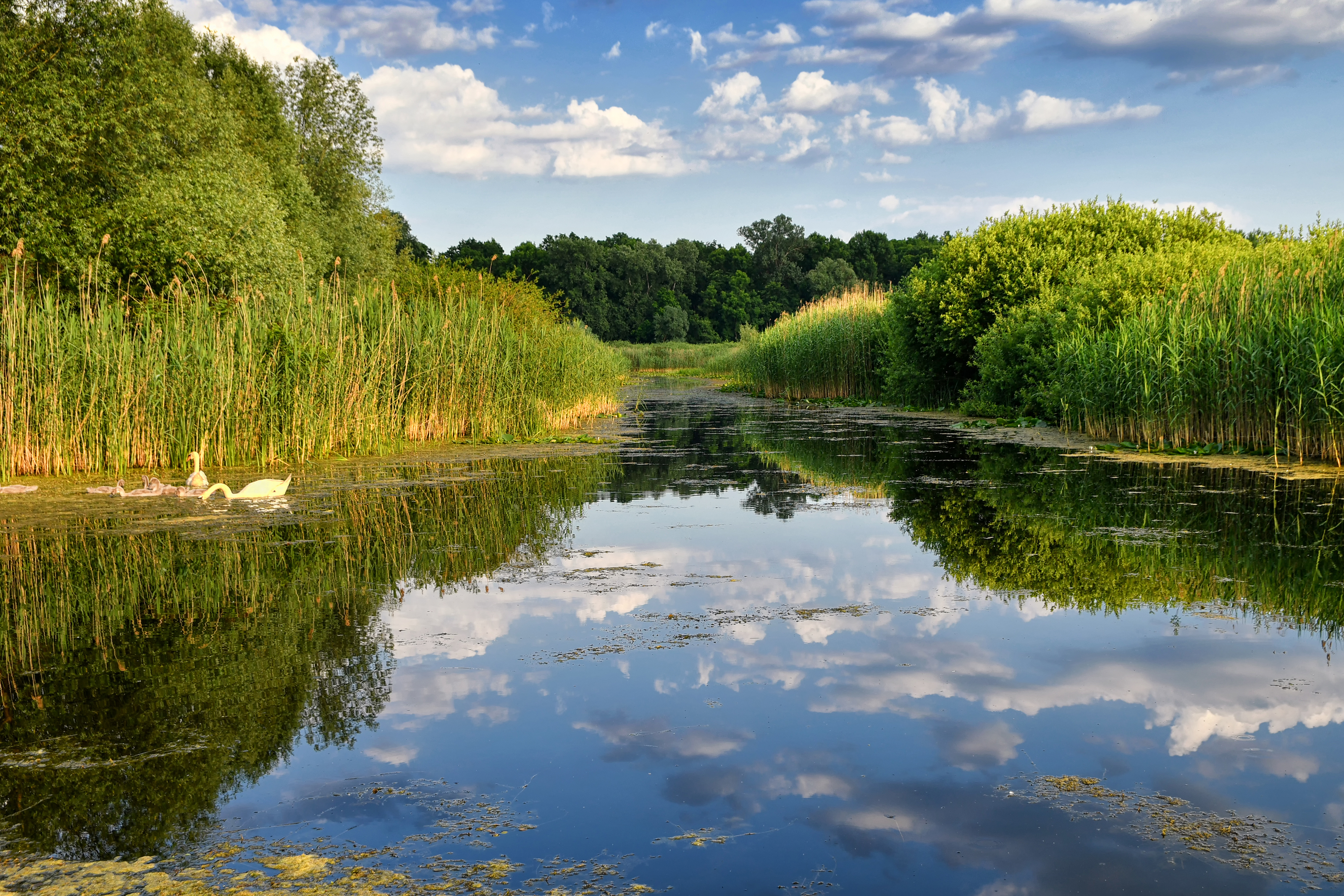
Obedska bara (2021)
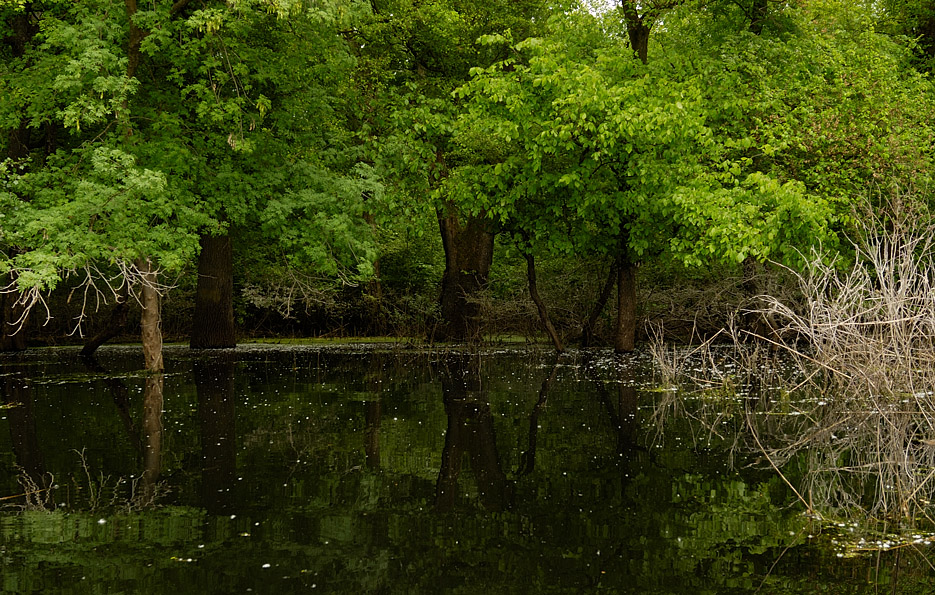
Podmokłe lasy nad Sawą (2006)
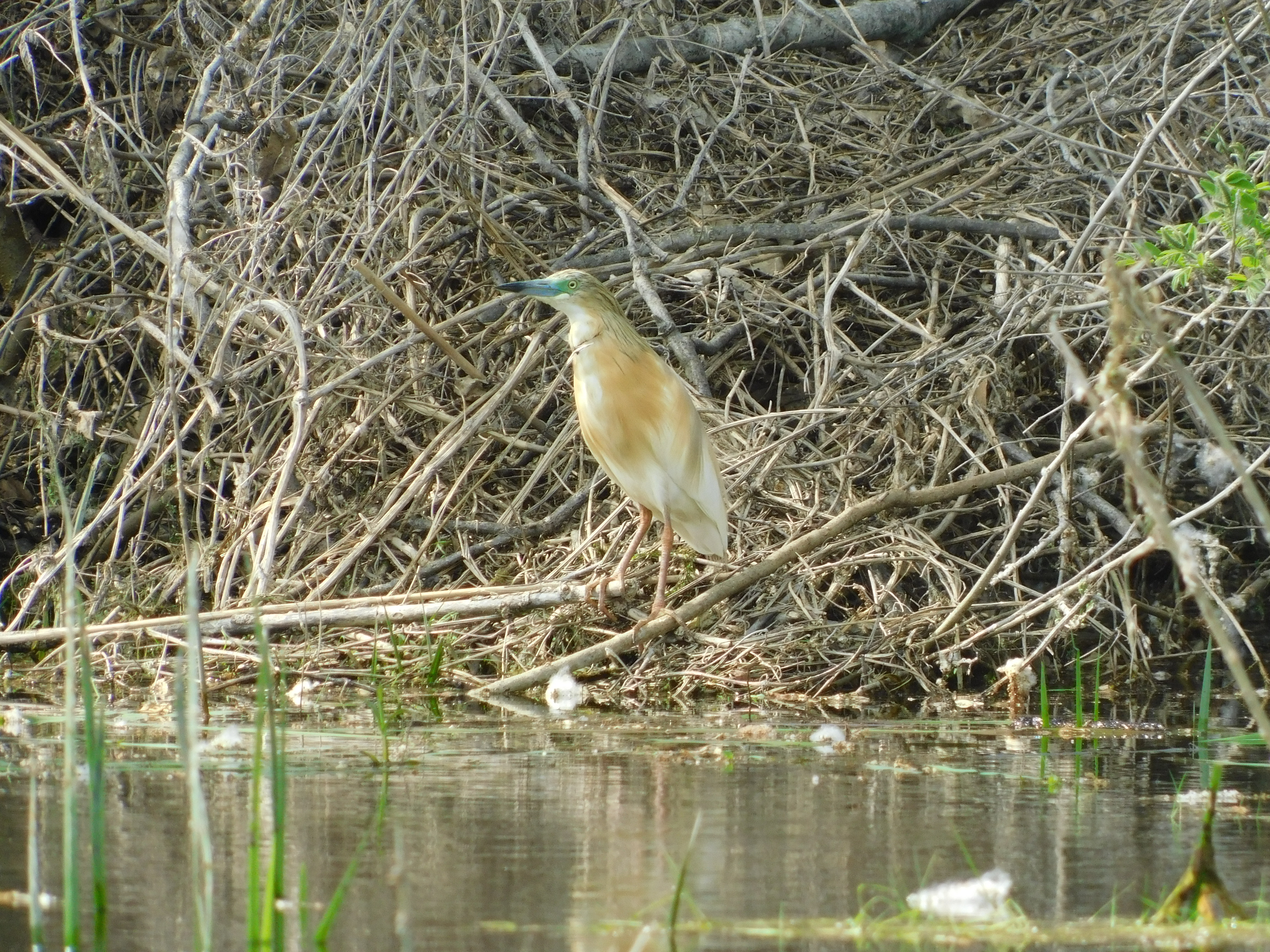
Czapla modronosa (2018)
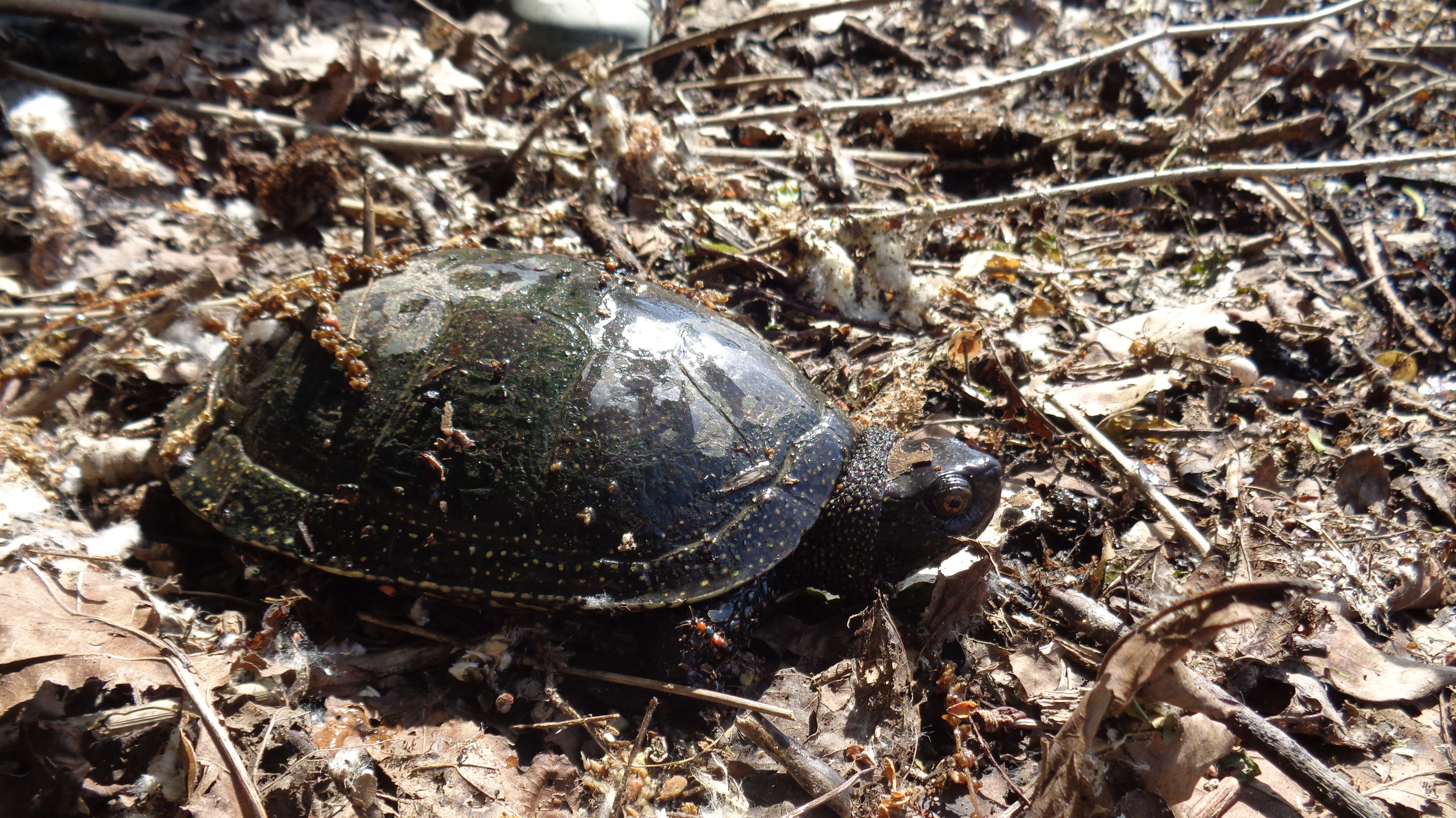
Żółw błotny (2018)
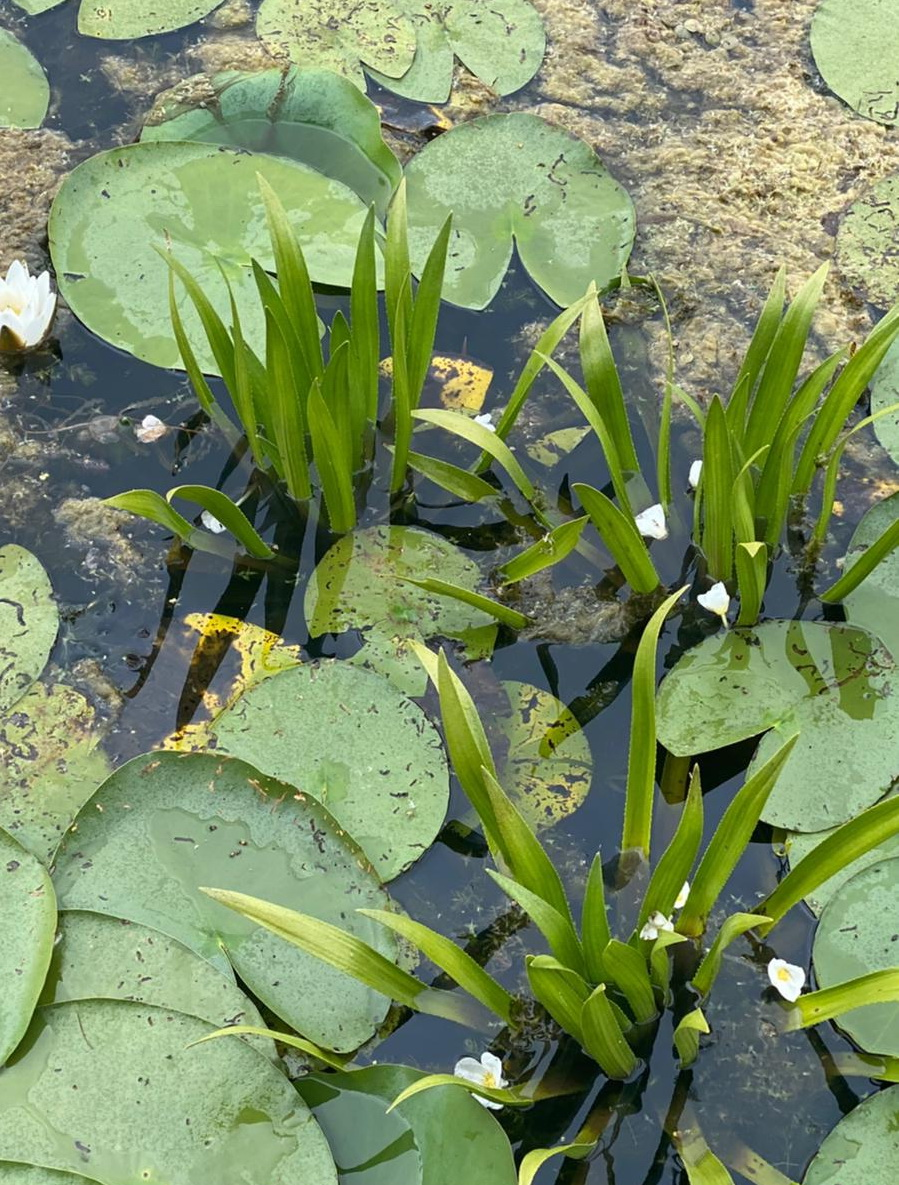
Osoka aloesowata (2023)
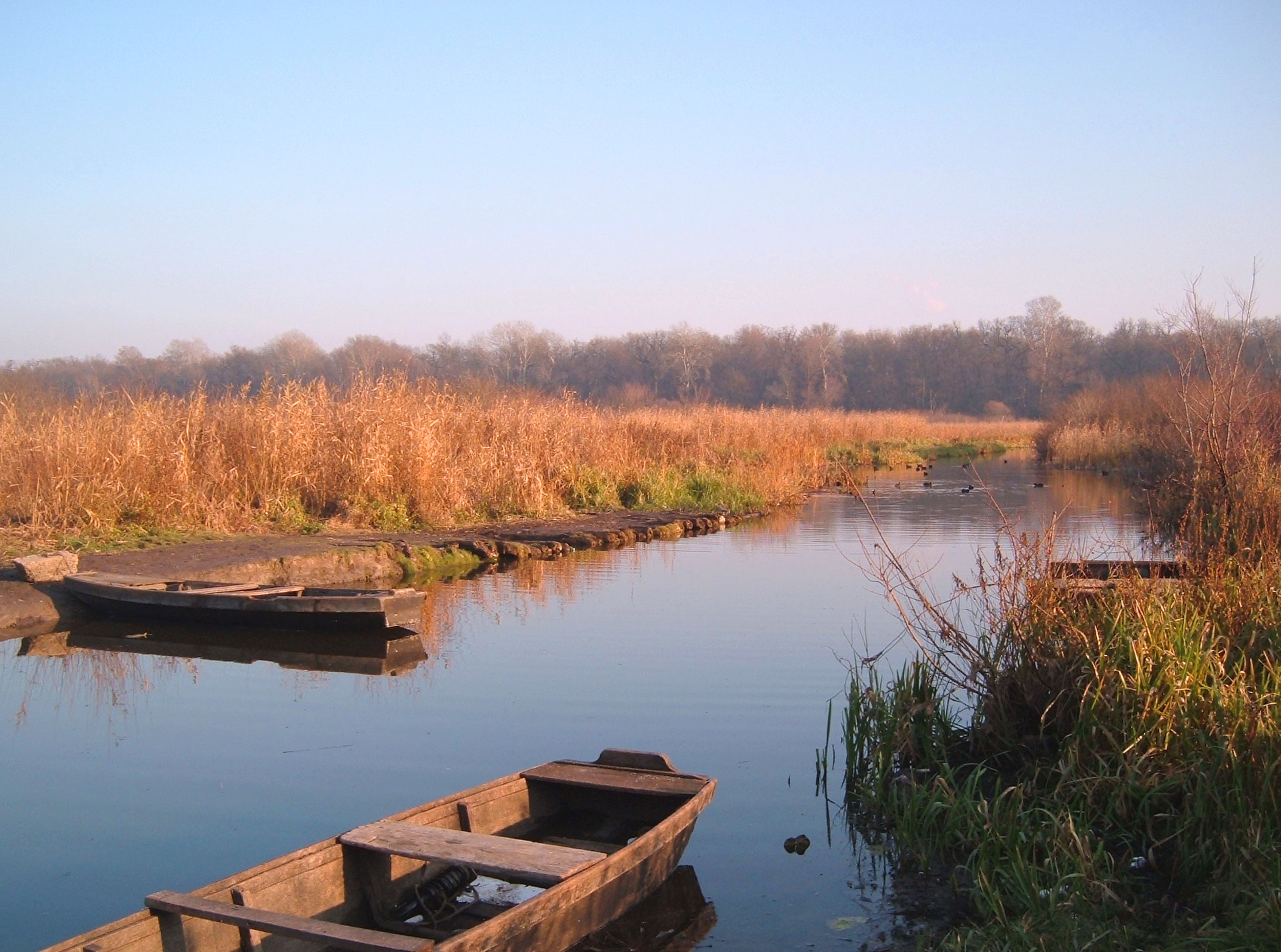
Obedska bara zimą (2009)
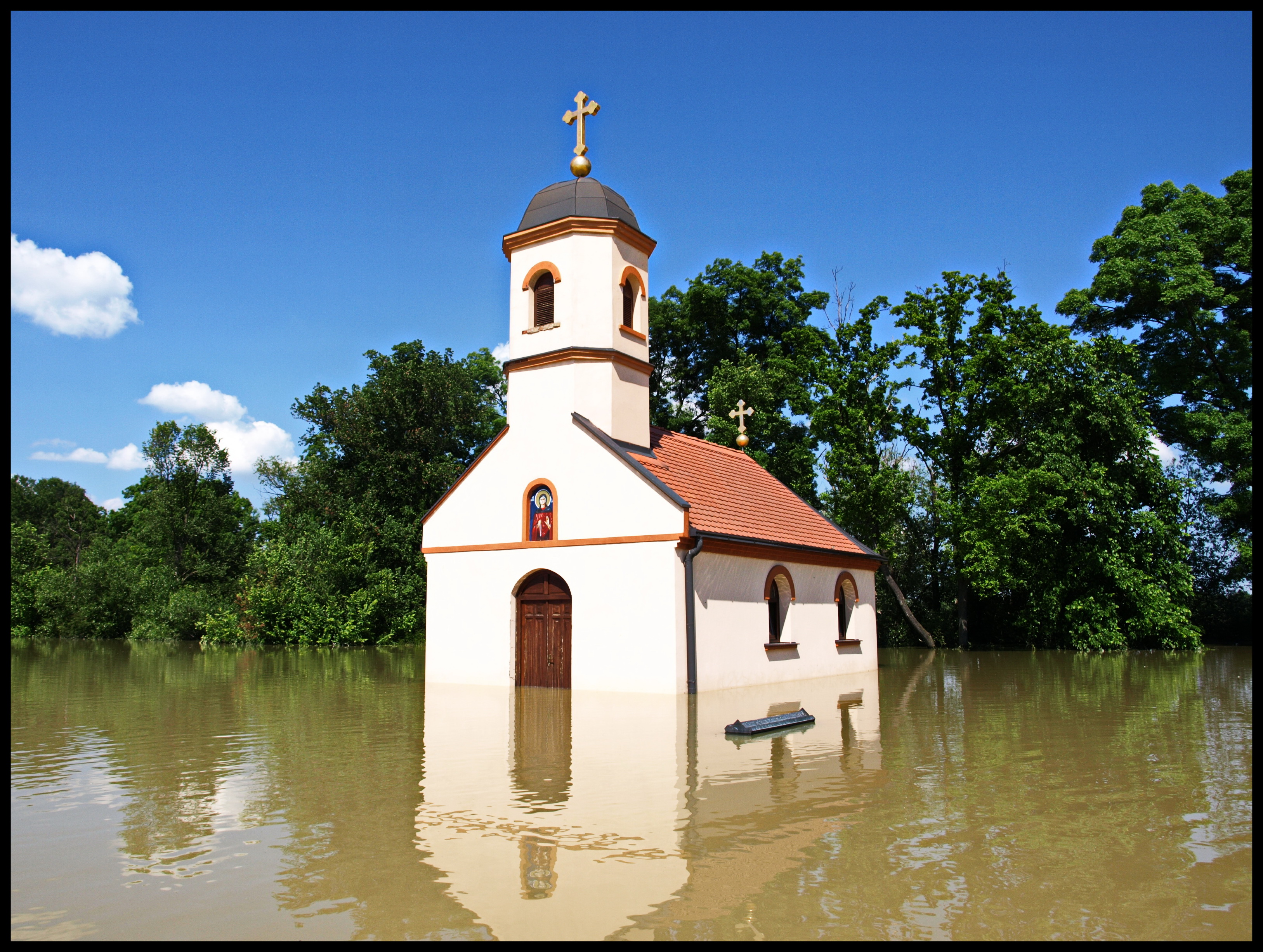
Monaster Obed (2014)